# Società Industriale Lavorazioni Acciai
Die Società Industriale Lavorazioni Acciai war ein italienischer Hersteller von Spielzeug und Automobilen.

## Unternehmensgeschichte
Das Unternehmen aus Turin, das bereits Spielzeug herstellte, begann 1959 mit der Produktion von Automobilen. Der Markenname lautete SILA. 1961 endete die Produktion.

## Fahrzeuge
Das einzige Modell Autoretta war ein offener Kleinstwagen. Das Fahrgestell trug die Lenksäule, zwei Sitze, den Tank, den Motor sowie die vier Kotflügel. Darüber hinaus gab es keine Karosserie. Der Einzylinder-Zweitaktmotor mit 200 cm³ Hubraum und 11 PS war im Heck montiert und trieb ein Hinterrad an. Das Getriebe verfügte über vier Gänge. Die bauartbedingte Höchstgeschwindigkeit war mit 74 km/h angegeben. Außerdem gab es Kinderfahrzeuge, darunter den Nachbau eines Ferrari 290 Mille Miglia von 1956 mit Elektromotor, von dem etwa 10.000 Exemplare entstanden.